# Gerolamo Maria Caracciolo
Gerolamo Maria Caracciolo (1617-1662), marquis de Torrecuso, est un militaire du royaume de Naples au service du roi d'Espagne.

## Biographie
Fils de Carlo Andrea Caracciolo (1583-1646), Duc de San Giorgio, prince de Campagna et marquis de San Giorgio, il a été nommé Grand d'Espagne en 1666, durant le règne de Charles II d'Espagne.
Il était l'homme de confiance de Pedro Fajardo de Zúñiga y Requesens, le gouverneur du Royaume de Navarre, qui plus tard a commandé les troupes espagnoles durant la Guerre des faucheurs.
Durant la Guerre de Trente Ans il a dû se retirer du Siège d'Hondarribia, en 1638 et en 1639 du Siège de Perpignan.
Après la mort au combat de son frère aîné Carlo Maria Caracciolo à la bataille de Montjuïc, il a participé à diverses actions lors de la Guerre des faucheurs, dont le Siège de Tarragone en 1641. Il a été battu en 1642 à la Bataille de Montmeló quand il allait au secours de Perpignan. Il est retourné dans le royaume de Naples pour rechercher des renforts, qui ont débarqué à Dénia en 1643.
À la suite du Traité de Péronne du 14 septembre 1641, les fiefs en pays espagnol appartenant aux Grimaldi ont été confisqués et donnés à Caracciolo, qui de 1641 à 1662 est donc devenu Prince de Campagna, la capitale des territoires monégasques en Italie.